# 岡野八代
岡野 八代（おかの やよ、1967年 - ）は、日本の政治学者。専門は政治思想、フェミニズム理論。同志社大学大学院グローバル・スタディーズ研究科教授。

## 経歴
三重県松阪市出身。三重県立松阪高等学校、早稲田大学政治経済学部政治学科卒業。同大学院政治学研究科修士課程修了。藤原保信に師事。トロント大学大学院博士課程留学を経て、大阪市立大学大学院法学研究科博士課程退学。2010年、論文「フェミニズム理論による政治思想批判：「ケアの倫理」再考」にて早稲田大学より博士（政治学）の学位を取得。
立命館大学法学部助教授・教授を経て、2010年から同志社大学大学院グローバル・スタディーズ研究科（アメリカ研究クラスター）博士後期課程教授。
2018年、『新潮45』に掲載された杉田水脈のLGBTに関する主張に抗議するために同性愛者であることを公表し、論壇誌『世界 (雑誌)|世界』同年10月号に「差別発言と、政治的文脈の重要性」という杉田発言を批判する論考を発表した。2019年、日本による対韓輸出優遇撤廃に反対する、〈声明〉「韓国は「敵」なのか」呼びかけ人の1人。
2023年6月9日、自民党・公明党は、LGBT理解増進法案として、日本維新の会・国民民主党案を取り込んだ4党修正法案を衆議院内閣委員会に提出した。6月13日に衆議院本会議で法案が可決されると、6月14日、岡野、浅倉むつ子、上野千鶴子、三浦まり、三成美保ら22人の女性は連名で、「LGBTQ＋への差別・憎悪に抗議するフェミニストからの緊急声明」をウィメンズアクションネットワーク（WAN）の公式サイトに発表。「『全ての国民が安心して生活することができることとなるよう留意』という文言が入ったことで、マイノリティの権利保障に向けたはずの法律がマジョリティの権利尊重を謳うことになってしまい、性的マイノリティへの理解増進が抑制的に運用される懸念がある」と訴えた。

## 著書

### 単著
- 『法の政治学：法と正義とフェミニズム』（青土社、2002年）ISBN　978-4-7917-5969-9
- 『シティズンシップの政治学：国民・国家主義批判』（発行：白澤社・発売：現代書館、2003年 / 増補版、同、2009年）ISBN　978-4-7684-7932-2
- 『フェミニズムの政治学：ケアの倫理をグローバル社会へ』（みすず書房、2012年）ISBN　978-4-622-07639-1
- 『戦争に抗する：ケアの倫理と平和の構想』（岩波書店、2015年）
  - （改題）『ケアの倫理と平和の構想：戦争に抗する』（岩波現代文庫、2025年）ISBN　978-4-00-603352-1
- 『ケアの倫理：フェミニズムの政治思想』岩波書店〈岩波新書〉、2024年）ISBN　978-4-00-432001-2

### 共著
- （高橋哲哉）『憲法のポリティカ：哲学者と政治学者の対話』（発行：白澤社・発売：現代書館、2015年）ISBN　978-4-7684-7958-2
- （鵜飼哲・田中利幸・前田朗）『思想の廃墟から：歴史への責任、権力への対峙のために』（彩流社、2018年）ISBN　978-4-7791-2440-2
- （牟田和恵・丸山里美）『女性たちで子を産み育てるということ：精子提供による家族づくり』（発行：白澤社・発売：現代書館、2021年）ISBN　978-4-7684-7987-2
- （植村恒一郎ほか）『結婚の自由：「最小結婚」から考える』（発行：白澤社・発売：現代書館、2022年）ISBN　978-4-7684-7991-9
- （志田陽子・布施祐仁・三牧聖子・望月衣塑子）『日本は本当に戦争に備えるのですか？：虚構の「有事」と真のリスク』（大月書店、2023年）ISBN　978-4-272-21129-6

### 編著
- 『家族：新しい「親密圏」を求めて』（岩波書店〈自由への問い 7巻〉、2010年）ISBN　978-4-00-028357-1
- 『生きる：間で育まれる生』（風行社〈政治の発見 1巻〉、2010年）ISBN　978-4-86258-041-2

### 共編著・対談
- （姫岡とし子・中川成美ほか）『労働のジェンダー化：ゆらぐ労働とアイデンティティ』（平凡社、2005年）ISBN　978-4-582-47229-5
- （内藤正典）『グローバル・ジャスティス：新たな正義論への招待』（ミネルヴァ書房、2013年）ISBN　978-4-623-06597-4
- （河野貴代美）『わたしを生きる知恵：80歳のフェミニストカウンセラーからあなたへ』（三一書房、2018年）ISBN　978-4-380-18004-0　※対談者：岡野八代
- 白井聡、孫崎享、信田さよ子、岡野八代、内田樹、猿田佐世ほか『白井聡対話集 ポスト「戦後」の進路を問う』かもがわ出版、2018年2月1日。ISBN 978-4780309492。
- （志位和夫）『新春対談』、しんぶん赤旗、2021年[8]

### 訳書
- ボニー・ホーニッグ（英語版）編『ハンナ・アーレントとフェミニズム：フェミニストはアーレントをどう理解したか』志水紀代子共訳（未來社、2001年）ISBN　978-4-624-01157-4
- ドゥルシラ・コーネル『脱構築と法：適応の彼方へ』仲正昌樹監訳・岡野八代ほか共訳（御茶の水書房、2003年）ISBN　978-4-275-01953-0
- ドゥルシラ・コーネル『女たちの絆』牟田和恵共訳（みすず書房、2005年）ISBN　978-4-622-07142-6
- エヴァ・フェダー・キテイ『愛の労働あるいは依存とケアの正義論』牟田和恵共監訳（発行：白澤社・発売：現代書館、2010年 / 新装版、同、2023年）ISBN　978-4-7684-7996-4
- エヴァ・フェダー・キテイ『ケアの倫理からはじめる正義論：支えあう平等』牟田和恵共編著・共訳（発行：白澤社・発売：現代書館、2011年）ISBN　978-4-7684-7940-7
- アイリス・マリオン・ヤング『正義への責任』池田直子共訳（岩波書店、2014年 / 岩波現代文庫、2022年）ISBN　978-4-00-600447-7
- ジョアン・C・トロント（英語版）『ケアするのは誰か？：新しい民主主義のかたちへ』岡野八代訳・著（発行：白澤社・発売：現代書館、2020年）ISBN　978-4-7684-7982-7
- ケア・コレクティヴ『ケア宣言：相互依存の政治へ』冨岡薫・武田宏子共訳・解説（大月書店、2021年）ISBN　978-4-272-35048-3
- ジョアン・C・トロント『ケアリング・デモクラシー：市場、平等、正義』監訳（勁草書房、2024年）ISBN　978-4-326-30336-6

## 出演

### ネット番組
- ポリタスTV（YouTube、2020年10月6日）